# Миняйло, Виктор Александрович
Виктор Александрович Миня́йло (укр. Ві́ктор Олекса́ндрович Міня́йло; 5 ноября 1919 — 25 ноября 2018) — советский и украинский писатель.

## Биография
Родился 5 ноября 1919 года в селе Строкове (ныне Попельнянский район, Житомирская область, Украина) в семье служащего. Детство и школьные годы прошли в селе Городище — Пустоваровка Володарского района Киевской области. В 1939 году окончил Киевский железнодорожно-строительный техникум, тогда же призван в РККА. Участник войны, награждён медалями. После войны работал геодезистом-землеустроителем, экономистом, учителем, инженером-землеустроителем, а ночью занимался творческой писательской работой.
Умер 25 ноября 2018 года в Белой Церкви в возрасте 99 лет.

## Творчество
Первые публикации появились в 1938 году в газете «Сталинское племя» и в журнале «Литературный Донбасс» в № 10; позднее в 1940 году — в «Киевском альманахе». Член СПУ (1961).
В 1960 вышла книга прозы «Перо жар-птицы», в 1963 году — «Голубая мечта», 1964 году — повесть «Человеческое имя», в 1968 году — «Зеркальный карп».
Первая послевоенная книга была переведена на русский язык. Дилогия «Посланец к живым» (1966, 1973, 1975, 1986) и «Кровь моего сына» (1975, 1986) посвящена теме человеческого долга перед Отечеством в годы Великой Отечественной войны.
В 1979 вышла дилогия «Звезды и селедки» и «Ясные зори», а в 1985 — «По ту сторону правды» и «Вечный Иван».
Общий тираж двадцати трех изданий его книг составляет более миллиона экземпляров. Романистика В. А. Меняйлы развивает традиции так называемой украинской «причудливой прозы».
Белоцерковский музыкально-драматический театр имени Саксаганского ставил спектакль по произведениям В. А. Менялы военной тематики. Киевским областным отделением Национального союза писателей Украины в Белой Церкви начаты Миняйловские чтения по случаю 80-летия писателя-земляка. В. Миняйло — почетный председатель Белоцерковского городского отделения СПУ со дня его образования (1997).

## Награды и премии
- Государственная премия Украины имени Тараса Шевченко (1996) — за роман «Вечный Иван» (издан отдельной книгой в 2001 и 2004 годах)
- премия имени А. Головка (1984)
- Белоцерковская городская литературно-художественная премия имени И. С. Нечуя-Левицкого (1997).
- Почётный гражданин Белой Церкви (1999)
- Почётный член «Просвиты» имени Тараса Шевченко, награждён её медалью «Строитель Украины».